# 北陸鉄道山代線
山代線（やましろせん）は、石川県の河南駅と新動橋駅を結んでいた鉄道路線である。地元の温泉旅館経営者達が中心となり馬車鉄道として開業し、温泉電軌をへて北陸鉄道に合併された。当初は当線のうち河南駅 - 宇和野駅間を連絡線、宇和野駅 - 新動橋駅間を動橋線と称していたが、連絡線の宇和野以遠と粟津線が廃止された後、1963年（昭和38年）7月19日に山代線に改称され、1971年（昭和46年）に全線が廃止された。
山中線・片山津線とともに加南線と総称されていた。

## 路線データ
- 路線距離（営業キロ）：6.3km
- 軌間：1067mm
- 駅数：7駅（起終点駅含む）
- 複線区間：なし（全線単線）
- 電化区間：全線

## 歴史
- 1906年（明治39年）3月 山代温泉の旅館経営者の出資で山代軌道設立
- 1911年（明治44年）3月5日 山代村（後の山代東口駅） - 動橋村（後の新動橋）間が開業（軌間914mm）
- 1913年（大正2年）12月1日 温泉電軌に譲渡
- 1914年（大正3年）
  - 10月1日 河南 - 山代東口間が開業（動力 電気）
  - 11月1日 山代東口 - 宇和野 - 粟津温泉間が開業 （動力 電気）
- 1915年（大正4年）5月1日 宇和野 - 新動橋間（旧山代軌道線）を改軌電化
- 1943年（昭和18年）10月13日 戦時統合により北陸鉄道に
- 1963年（昭和38年）7月19日 宇和野 - 新動橋間および河南 - 宇和野間を統合して山代線に改称
- 1971年（昭和46年）7月11日 全線廃止

## 駅一覧
駅名および所在地は廃止時点のもの。全駅石川県に所在。
凡例
列車交換 … ◇：交換可、｜：交換不可
| 駅名       | 駅間キロ | 営業キロ | 接続路線                                              | 列車交換 | 所在地         |
| ---------- | -------- | -------- | ----------------------------------------------------- | -------- | -------------- |
| 河南駅     | -        | 0.0      | 北陸鉄道：山中線                                      | ◇        | 加賀市河南町   |
| 山代駅     | 1.3      | 1.3      |                                                       | ◇        | 加賀市山代温泉 |
| 山代東口駅 | 0.7      | 2.0      |                                                       | ◇        | 加賀市山代温泉 |
| 宇和野駅   | 1.0      | 3.0      |                                                       | ◇        | 加賀市上野町   |
| 庄学校前駅 | 1.3      | 4.3      |                                                       | ｜       | 加賀市庄町     |
| 庄駅       | 0.7      | 5.0      |                                                       | ｜       | 加賀市庄町     |
| 新動橋駅   | 1.3      | 6.3      | 国鉄：北陸本線（動橋駅） 北陸鉄道：片山津線（動橋駅） | ｜       | 加賀市動橋町   |